# 穴守稻荷站

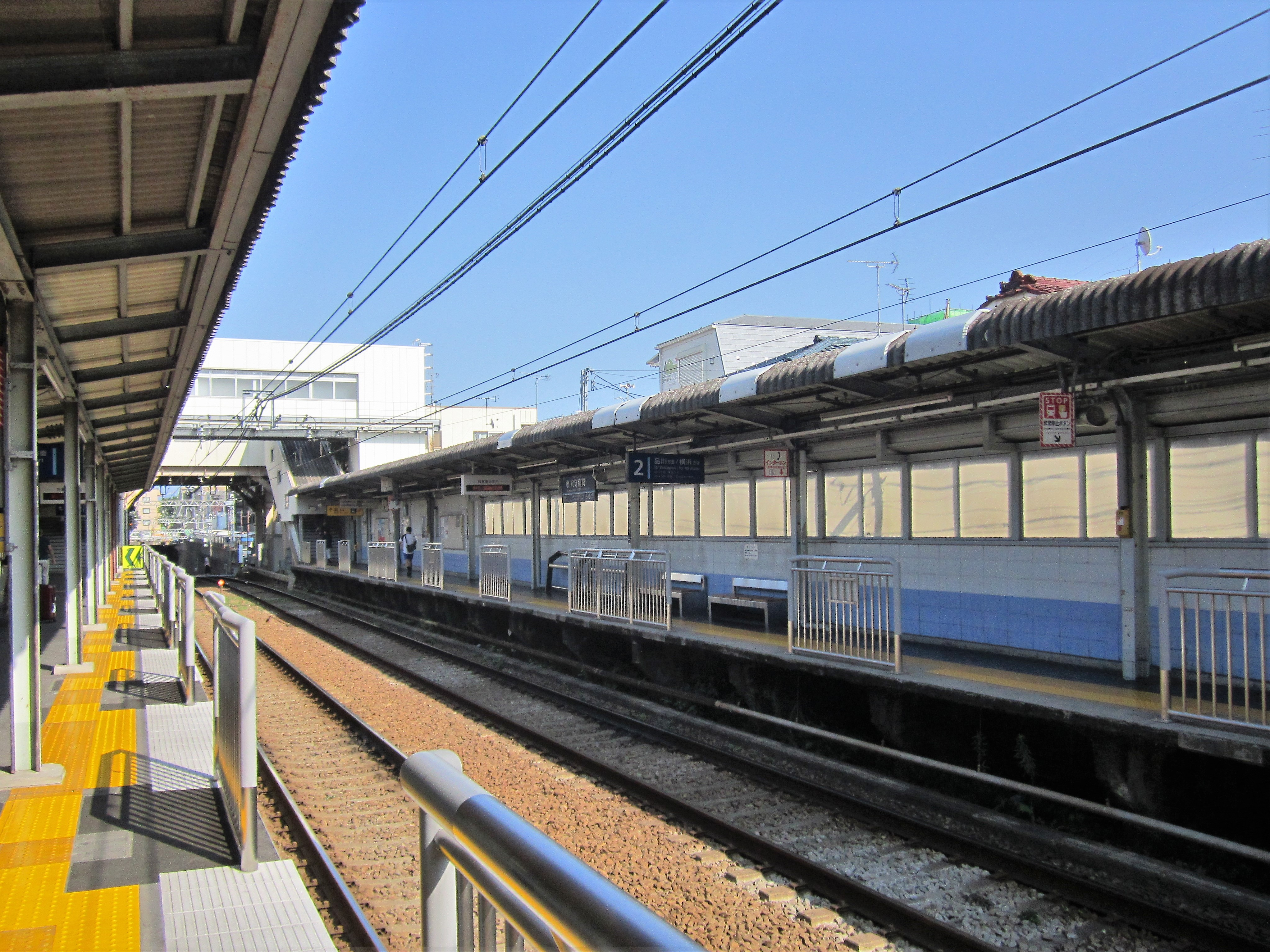
月台（2019年8月）

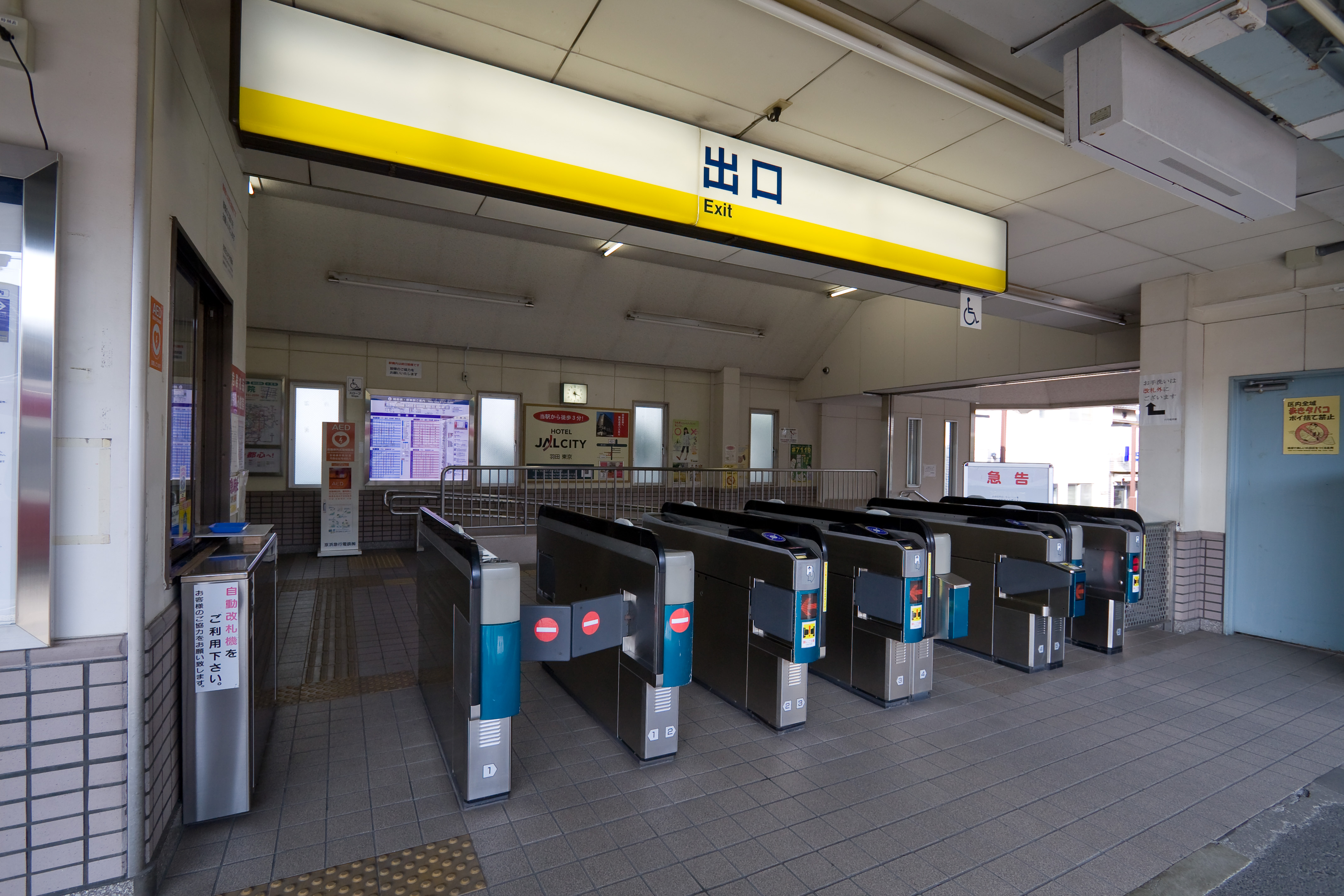
剪票口（2010年3月）

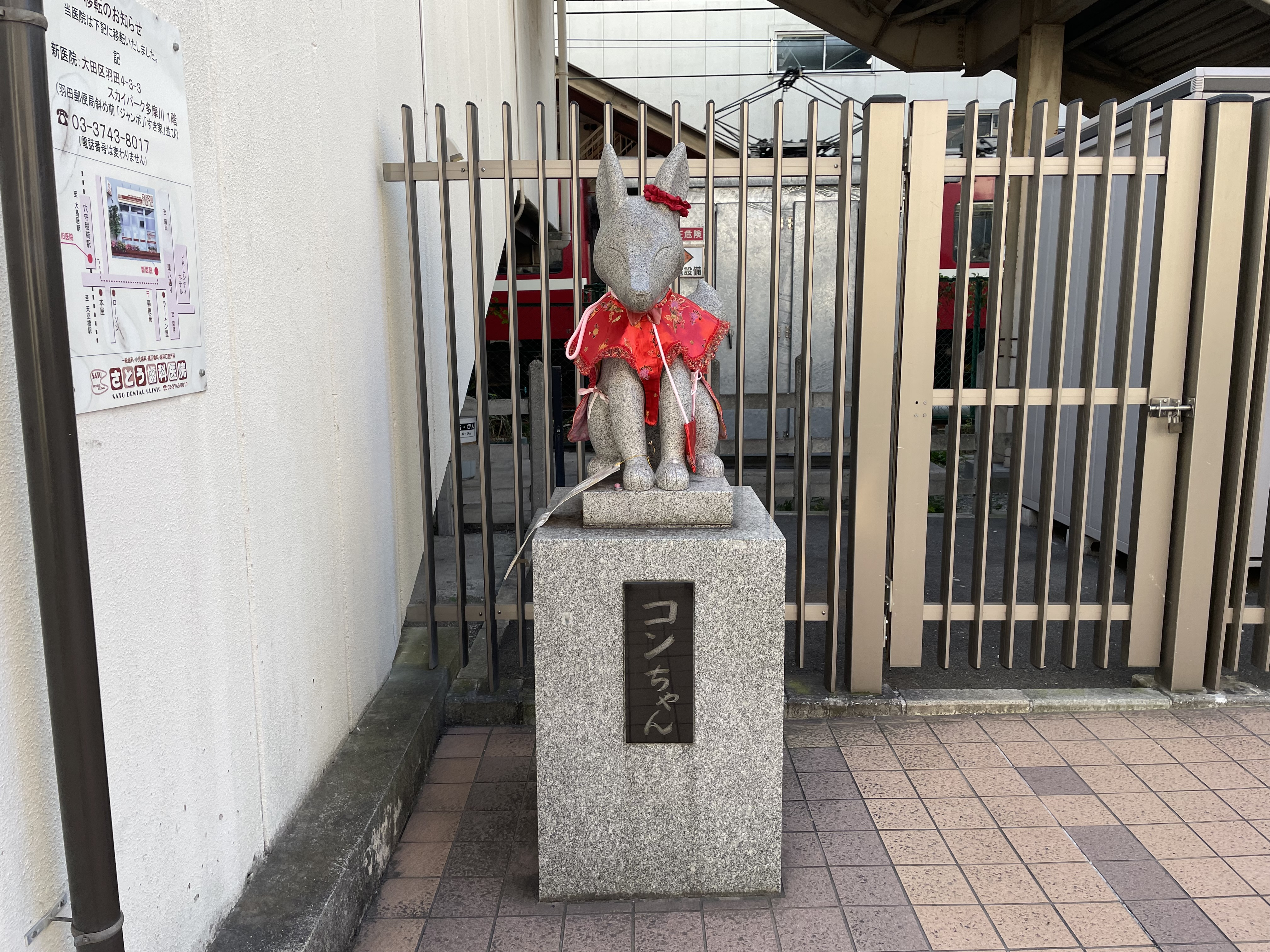
站前的狐狸「コンちゃん」（2022年11月）

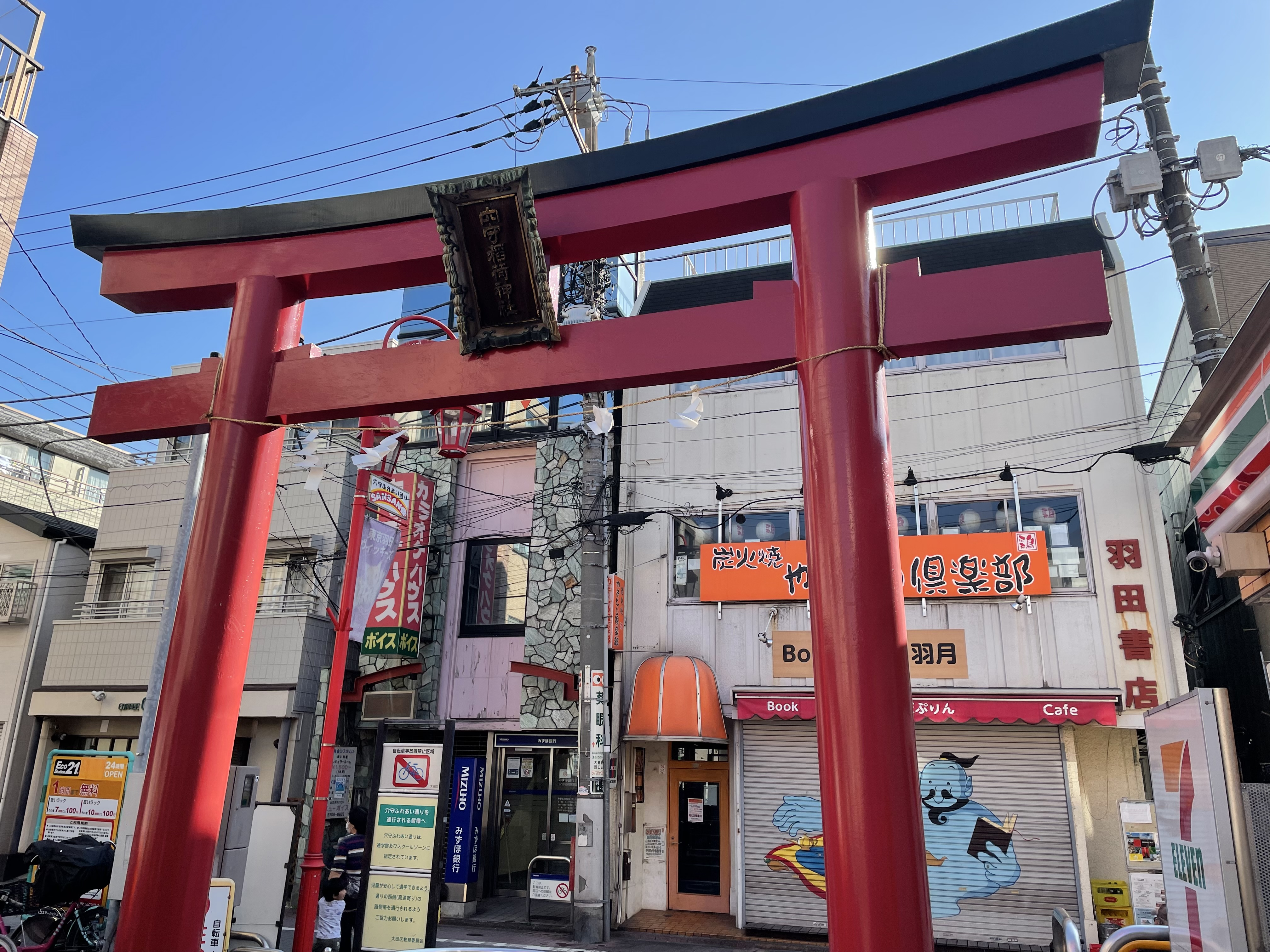
站前的鳥居（2022年11月）

穴守稻荷站（日语：／ Anamori-inari eki */?）是位於日本東京都大田區羽田四丁目，屬於京濱急行電鐵機場線的鐵路車站。車站編號是KK14。
1991年至1993年間此站以東的路段停運時，此站是機場線的終點站。

## 年表

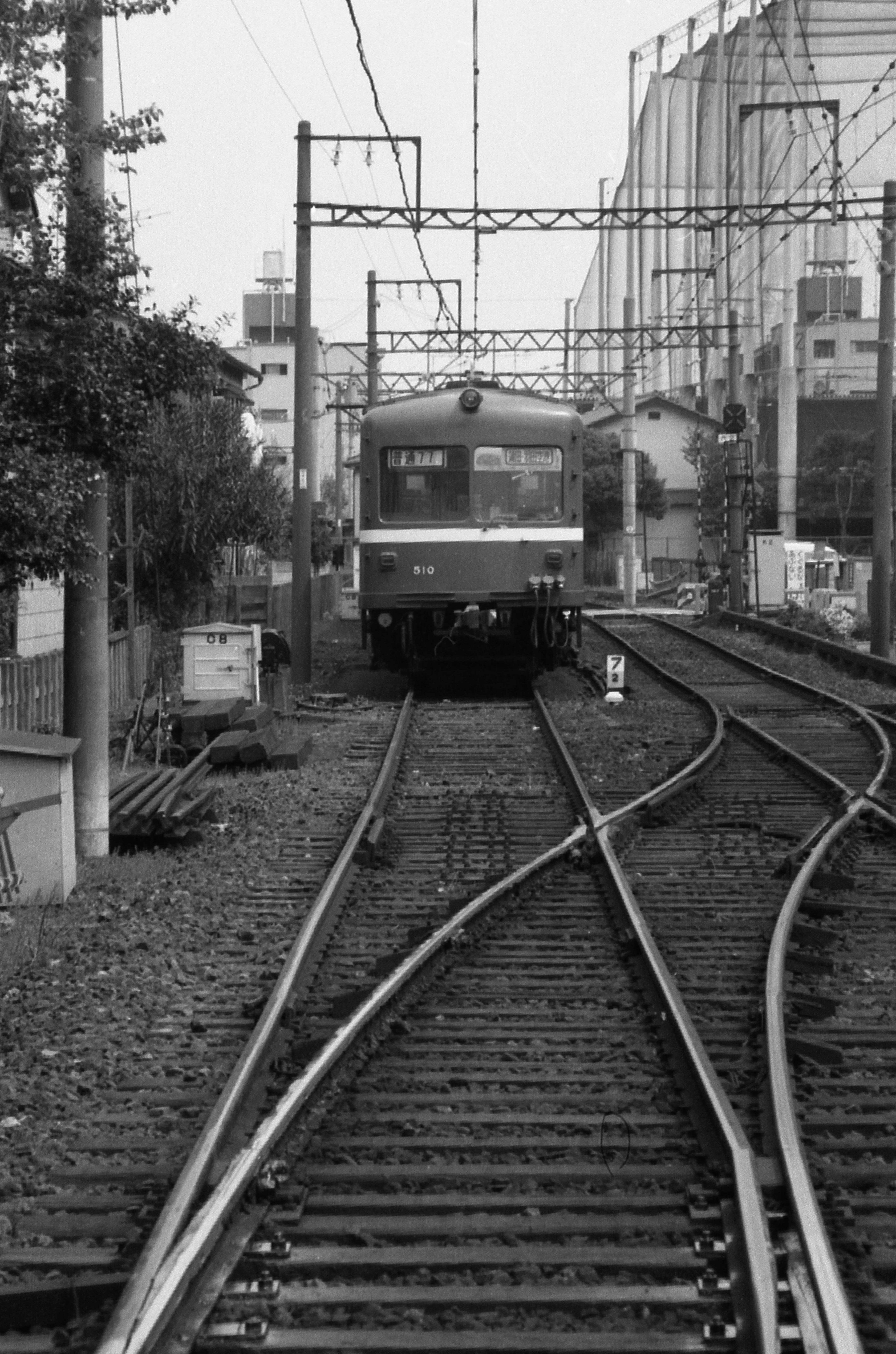
本站東側的拖上線（1986年4月）

- 1902年（明治35年）6月28日 - 車站啟用，當時車站稱為穴守站。
- 1913年（大正2年）12月31日 - 穴守站往東移動800公尺，原穴守站的位置新設羽田站。
- 1915年（大正4年）1月 - 羽田站改稱為稻荷橋站。
- 1940年（昭和15年）10月 - 往京濱蒲田（現京急蒲田）側移動約200公尺。
- 1945年（昭和20年）9月27日 - 同盟國接收穴守線（現機場線），本站往東區間停止營業，該線單線運轉（1952年10月31日解除）。
- 1952年（昭和27年）11月 - 穴守線恢復複線運轉。同時往京濱蒲田側移動約340公尺。
- 1956年（昭和31年）4月20日 - 機場線由此站延伸至羽田機場站（第一代），車站同時改稱為穴守稻荷站。
- 1979年（昭和54年）11月 - 改為跨站式站房，廢除站內平交道。
- 1991年（平成3年）1月16日 - 新車站站房啟用，同時機場線東段暫停營運，此站成為臨時終點站。
- 1993年（平成5年）4月1日 - 羽田站（現天空橋站）啟用，本站以東區間恢復營業。
- 2010年（平成22年）5月16日 - 改點，成為機場急行停靠站。
- 2013年（平成25年）9月20日 - 增加副站名大和集團 羽田CHRONOGATE前[2]。

## 結構
本站為側式月台2面2線地面車站，站房在1號線月台東側。月台東端有天橋通往2號線月台。
2012年10月21日改點起，午間與週六日夜間的品川方向機場急行升格為快特，橫濱方向機場急行以10分間隔運行。因此該時段從本站往都營淺草線新橋方向，或是品川、都營淺草線方向往本站時，需在京急蒲田站轉乘橫濱方向發出的機場急行。

### 月台配置
| 月台 | 路線   | 方向 | 目的地                              |
| ---- | ------ | ---- | ----------------------------------- |
| 1    | 機場線 | 下行 | 羽田機場（第1、第2、第3航站樓）方向 |
| 2    | 機場線 | 上行 | 品川、新橋方向 京急川崎、橫濱方向   |

## 使用情況
2016年度1日平均上下車人次為18,002人。近年1日平均上車人次的推移如下表。
| 年度               | 1日平均 上下車人次 | 1日平均 上車人次 | 來源   |
| ------------------ | ------------------ | ---------------- | ------ |
| 1990年（平成02年） |                    | 8,052            | [ 4 ]  |
| 1991年（平成03年） |                    | 14,339           | [ 5 ]  |
| 1992年（平成04年） |                    | 14,636           | [ 6 ]  |
| 1993年（平成05年） |                    | 8,562            | [ 7 ]  |
| 1994年（平成06年） |                    | 7,858            | [ 8 ]  |
| 1995年（平成07年） |                    | 7,683            | [ 9 ]  |
| 1996年（平成08年） |                    | 7,479            | [ 10 ] |
| 1997年（平成09年） |                    | 7,359            | [ 11 ] |
| 1998年（平成10年） |                    | 7,425            | [ 12 ] |
| 1999年（平成11年） |                    | 7,268            | [ 13 ] |
| 2000年（平成12年） |                    | 7,564            | [ 14 ] |
| 2001年（平成13年） |                    | 7,786            | [ 15 ] |
| 2002年（平成14年） |                    | 7,745            | [ 16 ] |
| 2003年（平成15年） | 15,595             | 7,609            | [ 17 ] |
| 2004年（平成16年） | 15,536             | 7,562            | [ 18 ] |
| 2005年（平成17年） | 15,487             | 7,542            | [ 19 ] |
| 2006年（平成18年） | 15,838             | 7,699            | [ 20 ] |
| 2007年（平成19年） | 15,973             | 7,770            | [ 21 ] |
| 2008年（平成20年） | 15,246             | 7,466            | [ 22 ] |
| 2009年（平成21年） | 14,432             | 7,055            | [ 23 ] |
| 2010年（平成22年） | 13,805             | 6,750            | [ 24 ] |
| 2011年（平成23年） | 13,430             | 6,555            | [ 25 ] |
| 2012年（平成24年） | 13,366             | 6,529            | [ 26 ] |
| 2013年（平成25年） | 14,669             | 7,189            | [ 27 ] |
| 2014年（平成26年） | 15,656             | 7,647            | [ 28 ] |
| 2015年（平成27年） | 16,823             | 8,191            | [ 29 ] |
| 2016年（平成28年） | 18,002             |                  |        |

## 周邊
- 穴守接觸通
- 穴守稻荷神社（日语：穴守稲荷神社）
- 南前堀綠地
- 東糀谷第一公園
- 大田區立羽田圖書館
- 大田區立羽田小學校
- 羽田共生醫院
- 大田羽田郵便局
- 東京羽田日航都市酒店
- 荏原製作所本社
- 世嘉互動（日语：セガ・インタラクティブ）本社
- 東京機內用品製作所本社工場
- JT食品開發中心
- 全日本空輸訓練中心
- 羽田京急巴士東京營業所（日语：羽田京急バス東京営業所）
- 大和運輸羽田CHRONOGATE（日语：羽田クロノゲート）

### 巴士路線
- 穴守稻荷（羽田京急巴士）
  - <空71> 羽田機場循環（不經由國際線航廈）
  - <森21> 經六間堀往大森站 ※ 1日5班
  - <蒲31> 經六間堀、日之出通往蒲田站 ※ 1日1班
  - <蒲43> 經六間堀、萩中往蒲田站
  - <蒲73> 經六間堀、仲六鄉往蒲田站
  - <川77> 經六間堀往川崎站 ※ 僅早晨
  - <森21、蒲31、蒲43、蒲73、空71、川77> 往羽田車庫（日语：京浜急行バス羽田営業所）
- 六間堀（羽田京急巴士） - 距離車站較遠，但班次較多。
  - <蒲30・蒲40> 往國際線航廈
  - <森21・蒲31、蒲41、空51> 往羽田機場
  - <森21> 經平和島站往大森站
  - <蒲30・蒲31> 經日之出通往蒲田站
  - <蒲40 - 蒲43> 經萩中往蒲田站
  - <蒲73> 經六鄉橋往蒲田站
  - <川77> 經六鄉橋往川崎站 ※ 僅早晨
  - <空51> 經六鄉橋往川崎站
  - <蒲42> 往羽田整備場
  - <蒲43・蒲73> 往羽田車庫

## 相鄰車站
京濱急行電鐵
 機場線
■機場快特、■快特
通過
■特急、■機場急行、■普通
大鳥居（KK13）－穴守稻荷（KK14）－天空橋（KK15）

## 外部連結
- 穴守稻荷站（各站資訊） - 京濱急行電鐵（日語）